# Vlajka hlavního města Prahy

Vlajka hlavního města Prahy

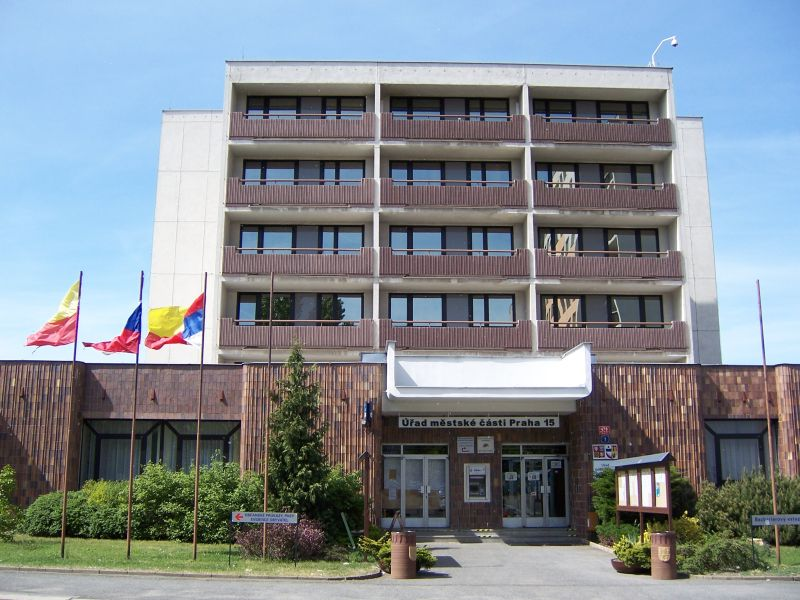
Vlajky hlavního města Prahy, České republiky a městské části Praha 15 na úřadu městské části Praha 15 v Horních Měcholupech

Vlajka hlavního města Prahy, jejíž existenci předpokládá § 15 zákona o hlavním městě Praze (č. 131/2000 Sb., ve znění zákona č. 216/2004 Sb., účinného ode dne vyhlášení 28. dubna 2004), byla stanovena obecně závaznou vyhláškou hlavního města Prahy č. 21/2004 Sb. HMP s účinností od 1. ledna 2005. Její podoba je shodná s podobou praporu hlavního města Prahy, která byla stanovena s účinností od dne vyhlášení 21. února 1991 vyhláškou č. 1/1991 Sb. HMP, která platila do 1. ledna 2005. Předtím nebyla podoba městského praporu legislativně zakotvena. Existenci praporu hlavního města Prahy předpokládal § 5 zákona č. 418/1990 Sb., o hlavním městě Praze, a poté § 15 původního znění zákona o hlavním městě Praze, č. 131/2000 Sb. Dalšími symboly hlavního města Prahy jsou malý a velký znak a pečeť, neoficiálně též například logo.

## Historie
Vlajka Prahy byla vytvořena v souvislosti s přípravou Jubilejní zemské výstavy v roce 1891, kdy královské hlavní město Praha připravovalo samostatný pavilon. Již v roce 1886 městská rada Prahy rozhodla, aby malíř a architekt Bedřich Wachsmann namaloval správné znaky, barvy i pečeti pražských měst. Pražský archivář Josef Emler stanovil podle znaku města barvy Prahy na žlutou a červenou. Na tabuli, kterou pak Bedřich Wachsmann nakreslil, je vyobrazená žluto-červená vlajka v podobě vlaštovčího ocasu. Na schůzi městské rady 17. dubna 1891 archivář prof. dr. Josef Emler předložil návrh odvozený ze znaku města (červený štít a zlatá hradba s věžemi). Nákladem obce vydala rada královského hlavního města Prahy prof. dr. Emlerem sestavené "Nynější znaky měst Pražských" s popisem v češtině, němčině a francouzštině, kde byly malířem Wachsmannem vyobrazeny znaky "Staroměstský, Novoměstský, Malostranský, Hradčanský a Vyšehradský" a z nich odvozené prapory. "Barvy praporu Starého a Nového města Pražského" byly nakresleny v podobě dlouhého praporu s dvěma vodorovnými pruhy a vlaštovčím ocasem s horním pruhem žlutým a spodním červeným. "Barvy praporu Malé strany a Hradčan" byly nakresleny rovněž v podobě dlouhého praporu se dvěma vodorovnými pruhy a vlaštovčím ocasem s horním pruhem bílým a spodním pruhem modrým. Na další schůzi 28. dubna 1891 bylo definitivně oznámeno, že "Praha dá vyzdobiti nejen pavilon na zemské jubilejní výstavě, nýbrž i přednější budovy obecní" městskými prapory "v barvách červenozlatých". O nových barvách Prahy psal tisk 14. května 1891 v souvislosti s popisem výzdoby pražských ulic: "Se stožárů vlály k večeru veliké prapory v barvách národních, nově vynalezených barvách obce pražské červeno-žlutých, rakouských a jiných..." Ony "nově vynalezené" barvy však mají původ v dávném privilegiu Fridricha III. z 9. června 1475, kdy byl rozhojněn znak pražského Starého Města a stříbrná tinktura městských hradeb a věží ve znaku byla  kromě cimbuří změněna na zlatou. Nově upravený znak však nabyl platnosti až 18. 4. 1477, kdy jej z moci královské potvrdil a opětovně udělil Vladislav II.
Pražské barvy byly mnohem později potvrzeny vyhláškou NVP č. 15/1964 Sb. NVP o znaku hlavního města Prahy. Tehdy vznikly i směrnice rady NVP č. 16/1964 Sb. NVP pro používání znaku hlavního města Prahy. V roce 1967 byly městské barvy definovány zákonem č. 111/1967 Sb. o hlavním městě Praze. Pražská vlajka, tehdy ne příliš vhodně nazvána praporem, byla znovu definována vyhláškou hlavního města Prahy č. 1/91 o znaku a praporu hlavního města Prahy a jejich užívání. Dalším právním předpisem, který vlajku hlavního města Prahy definuje, je vyhláška hlavního města Prahy č. 21!/2004, která nabyla účinnosti 1. ledna 2005, kde popis je prakticky totožný s tím, že slovo prapor bylo nahrazeno termínem vlajka.

## Popis
Vlajka hlavního města Prahy má obdélníkový list v poměru stran 2:3 a na něm dva stejně široké vodorovné pruhy žlutý a červený. Tyto barvy jsou odvozeny ze znaku města. Varianty, kdy v žerďové části vlajky je umístěn velký znak hlavního města Prahy, jsou nevhodnou a svévolnou úpravou, která nemůže být považována za oficiální vlajku Prahy. Žel dosud není vlajka Prahy v oficiálním Registru komunálních symbolů Poslanecké sněmovny závazně popsána, pouze malý znak, a pouze vyobrazení bez popisů je vloženo v části věnované krajským symbolů (neboť Praha je jedním ze 14 krajů ČR). Tuto skutečnost může napravit pouze oficiální žádost magistrátu (primátora) adresovaná Podvýboru pro heraldiku a vexilologii Poslanecké sněmovny.

## Podobnost vlajek
Žluto-červená bikolóra je poměrně často používaná nejen v České republice, ale i ve světě. Současná vlajka hlavního města Prahy je tak barvami shodná například s:
- Vlajkou užívanou městem České Budějovice, v zahraničí pak městy Varšava anebo Kunda v Estonsku a mnoha dalších.
- Vlajka města Nový Bor má stejnou barevnou kombinaci, ale v opačném pořadí (udělenou roku 2005).[4] Shodnou červeno-žlutou vlajku používalo i město Mělník a proto přijalo vlajku novou (tzv. heraldickou, opakující v červeném a žlutém pruhu i figury ze štítu znaku), udělenou v roce.2016.[5] Pokud bychom brali čistě žluto-červené vlajky beze znaků, bylo by lokalit daleko více.

## Městský prapor a městská vlajka

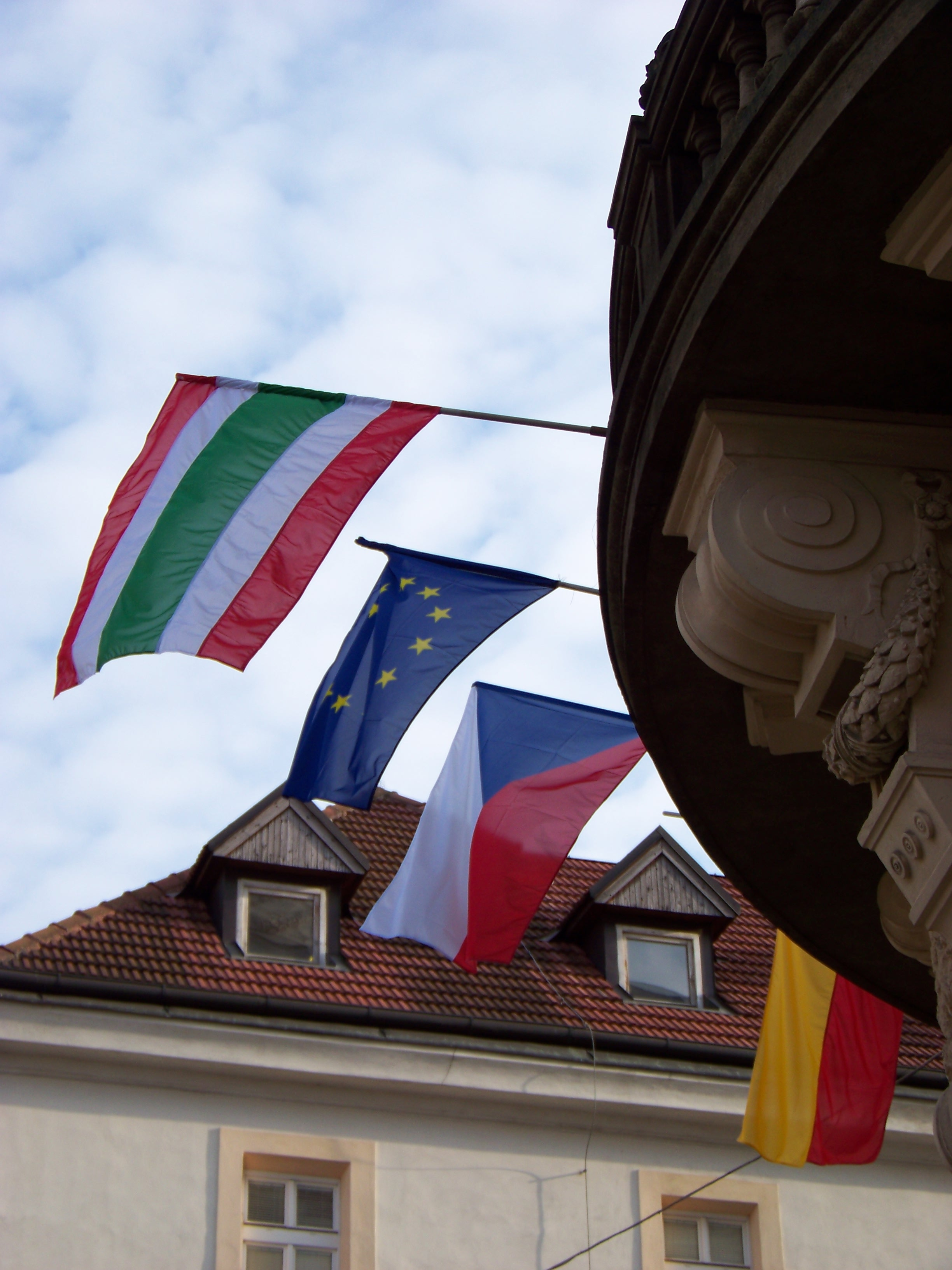
Prapor hlavního města Prahy na žižkovské radnici, sídle městské části Praha 3, spolu s prapory (vlajkami) městské části Praha 3, Evropské unie a České republiky

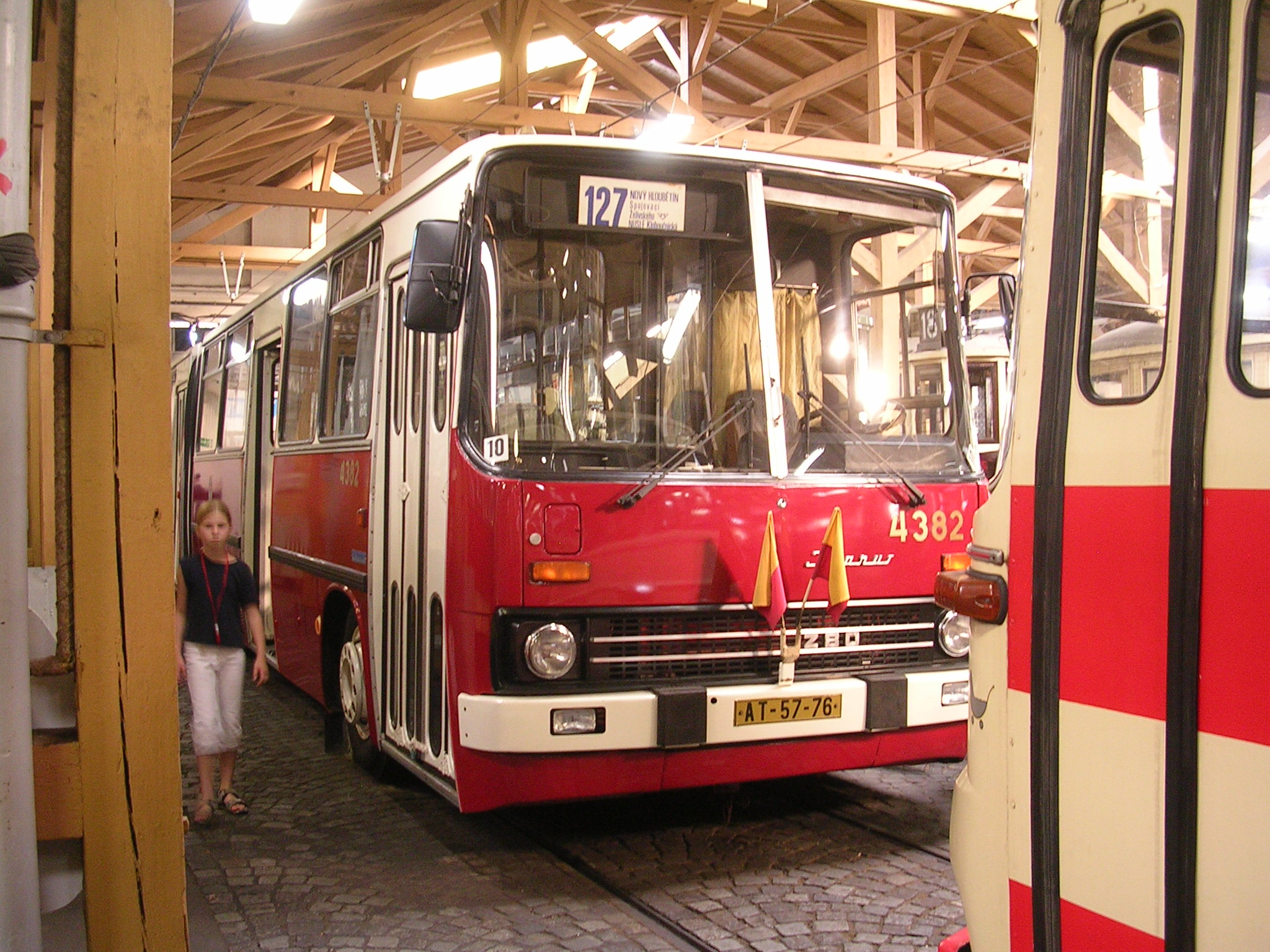
Praporky hlavního města Prahy na městském autobusu v Muzeu MHD ve Střešovicích

Zákon o obcích 367/1990 Sb. v § 5 umožnil obcím užívat znak a prapor obce, přičemž pokud nemají historický znak a prapor, mohly jim být na jejich návrh předsednictvem České národní rady uděleny. Zákon o obcích 128/2000 Sb. původně zmiňoval prapory obcí, městských obvodů a městských částí v § 5 (další novelizace přesunula ustanovení do § 34a). Zákon o obcích se však na hlavní město Prahu nevztahuje. Zákon č. 418/1990 Sb., o hlavním městě Praze, v § 5 existenci praporu hlavního města Prahy předpokládal a nezmiňoval způsob jeho udělení ani případné změny jeho podoby, upravoval však udělení praporu městské části předsednictvem České národní rady po vyjádření zastupitelstva města, pokud městská část nemá historický prapor. Zákon o hlavním městě Praze 131/2000 Sb. v § 15 rovněž předpokládal existenci praporu hlavního města Prahy a vůbec nezmiňoval způsob jeho udělení ani případné změny jeho podoby, prapory městských částí však podle tohoto zákona uděloval předseda Poslanecké sněmovny na návrh hlavního města Prahy podaný na základě žádosti městské části. 
Zákon č. 216/2004 Sb., účinný ode dne vyhlášení 28. dubna 2004, nahradil v ustanoveních o praporech územních samosprávných celků (krajů a obcí včetně hlavního města Prahy, městských obvodů a městských částí) slovo „prapor“ slovem „vlajka“. Neobsahuje však žádná přechodná ustanovení, která by upravovala nahrazení obecních praporů obecními vlajkami. 
Vyhláška č. 1/1991 Sb. HMP zaváděla znak a prapor hlavního města Prahy. Vyhláškou č. 1/1991 Sb. HMP byla nahrazena dřívější vyhláška NVP č. 15/1964 Sb. NVP, o znaku hl. m. Prahy, a směrnice rady NVP č. 16/1964 Sb. NVP, pro užívání znaku hl. m. Prahy, zatímco dřívější existence městského praporu či vlajky není v předpise zmíněna. Vyhláška č. 21/2004 Sb. HMP zavádí znak a vlajku hlavního města Prahy. Žádná z uvedených vyhlášek se v ustanoveních o užívání výslovně nezabývá tím, zda se má prapor či vlajka vyvěšovat na stožár, nebo na žerď, ani zásady po společné užívání s jiným praporem či vlajkou. Stanoveno je pouze to, že při svislém umístění vlajky (dříve praporu) musí být žlutý pruh umístěn vždy heraldicky vpravo, tj. vlevo z čelního pohledu.
Podle vexilologických pravidel je prapor pevně přichycen k žerdi, ať už navlečením nebo ozdobnými hřeby, a nemohou vedle sebe na stožárech vlát státní vlajka a městský prapor, protože společně mohou být vyvěšeny jen vlajky nebo prapory.

## Vlajky městských částí

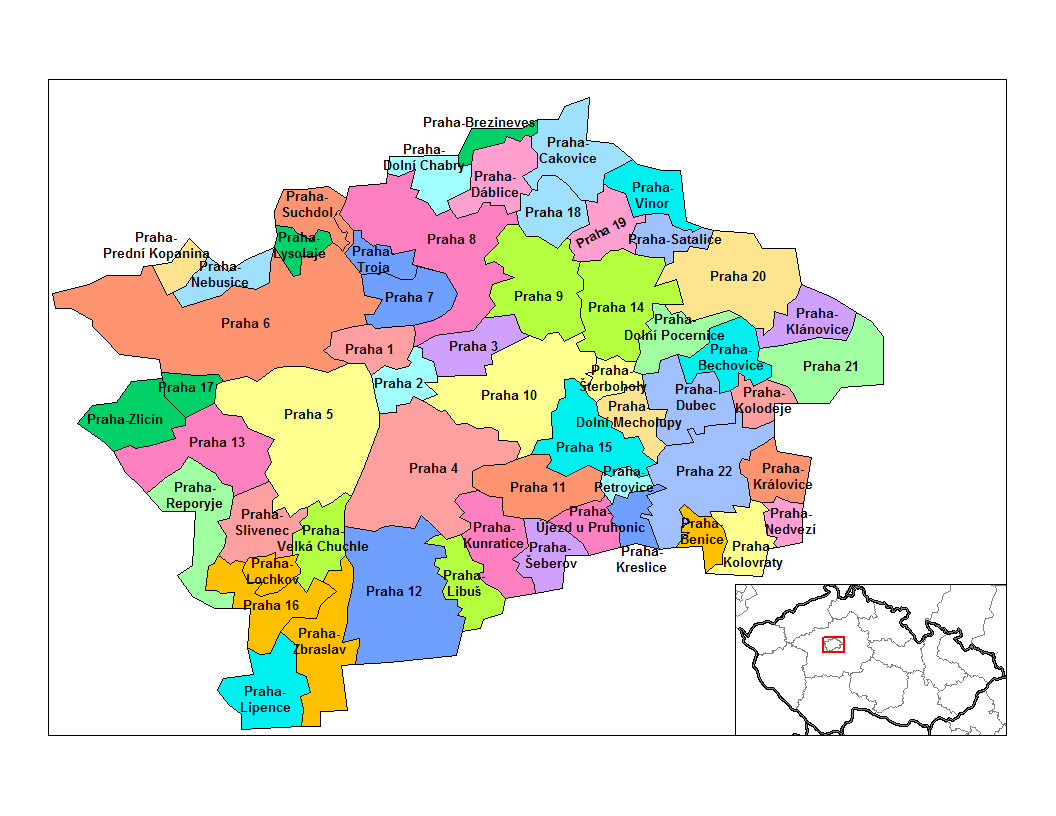
Městské části v Praze

Hlavní město Praha se člení na 57 městských částí, které mají svou vlajku o poměru stran šířky k délce 2:3 a jsou zákonitě udělené. Kromě vlajky Prahy-Suchdola, ta je jako poslední dosud neoficiální a stejně tak se liší i užívaný znak (v počtu vlnitých břeven) od registračně uděleného. Nápravu může (ze zákona) zajistit pouze usnesení zastupitelstva městské části Suchdol a oficiální žádost primátora hlavního města podaná sněmovnímu Podvýboru pro heraldiku a vexilologii.

Praha 1
Praha 2
Praha 3
Praha 4
Praha 5
Praha 6
Praha 7
Praha 8
Praha 9
Praha 10
Praha 11
Praha 12
Praha 13
Praha 14
Praha 15
Praha 16
Praha 17
Praha 18
Praha 19
Praha 20
Praha 21
Praha 22

Praha-Běchovice
Praha-Benice
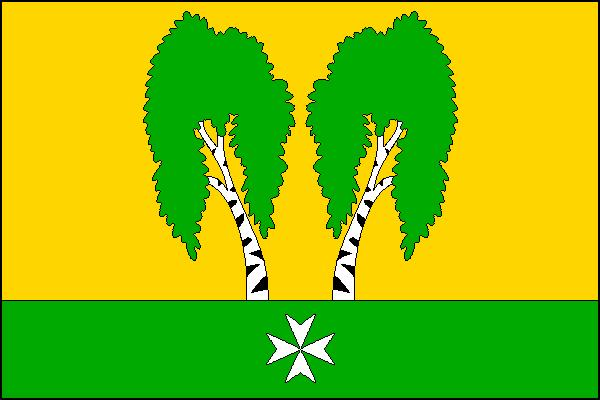
Praha-Březiněves
Praha-Čakovice
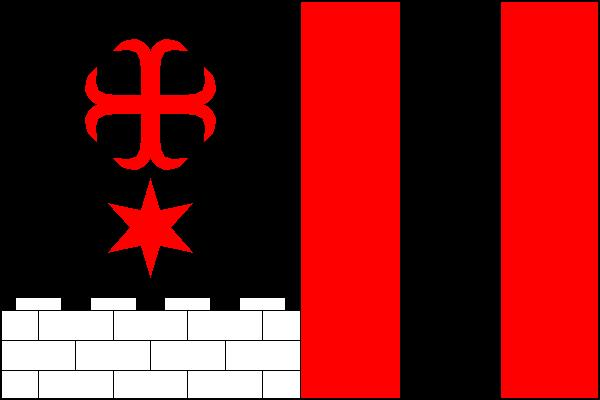
Praha-Ďáblice
Praha-Dolní Chabry
Praha-Dolní Měcholupy
Praha-Dolní Počernice
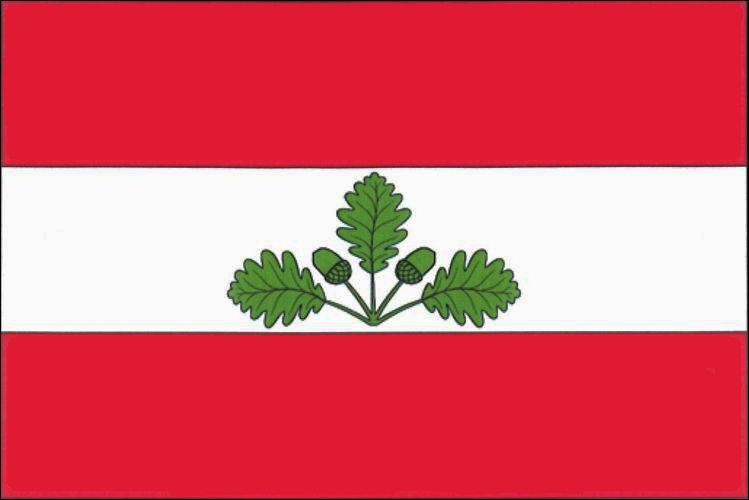
Praha-Dubeč
Praha-Klánovice
Praha-Koloděje
Praha-Kolovraty
Praha-Královice
Praha-Křeslice
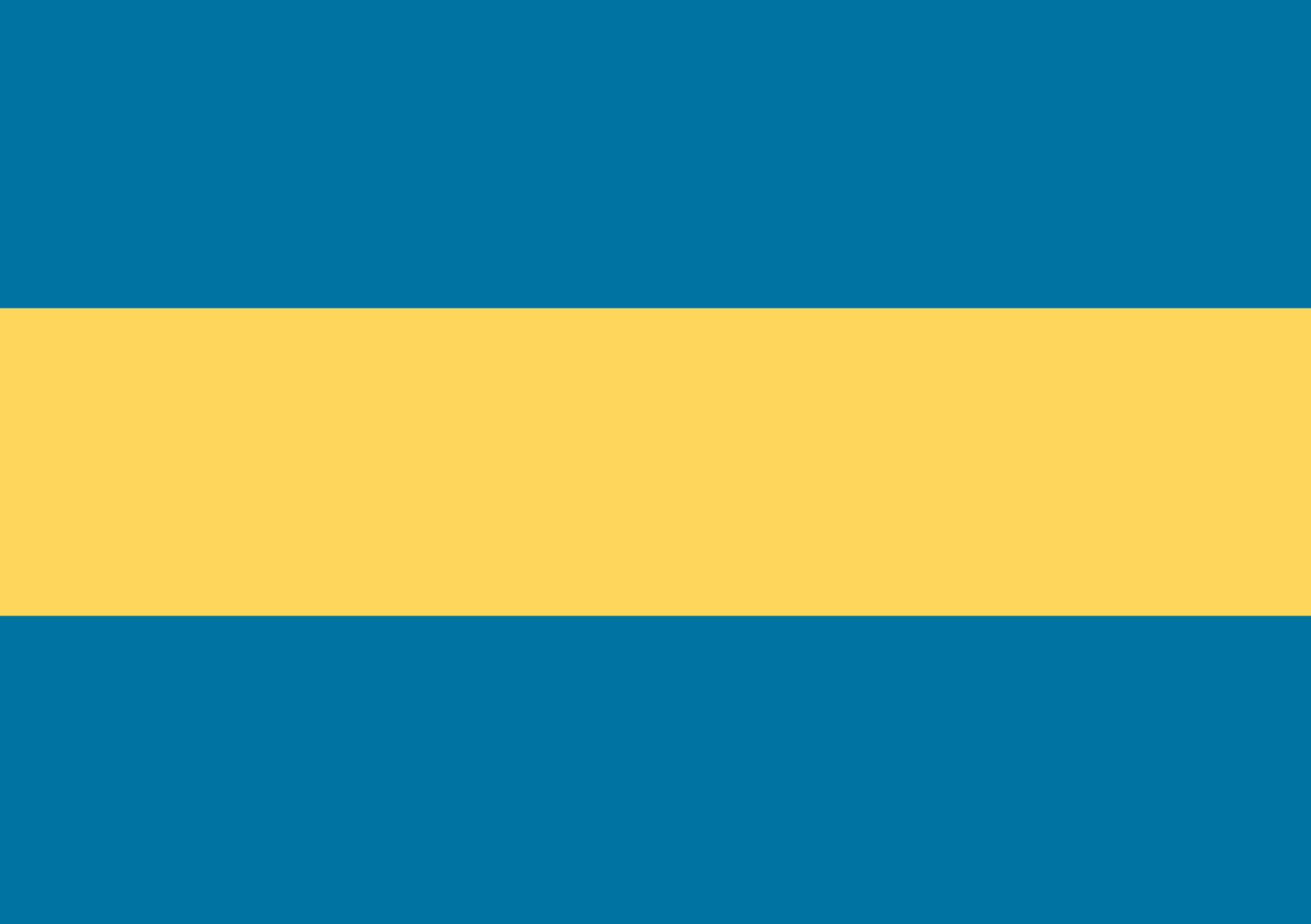
Praha-Kunratice
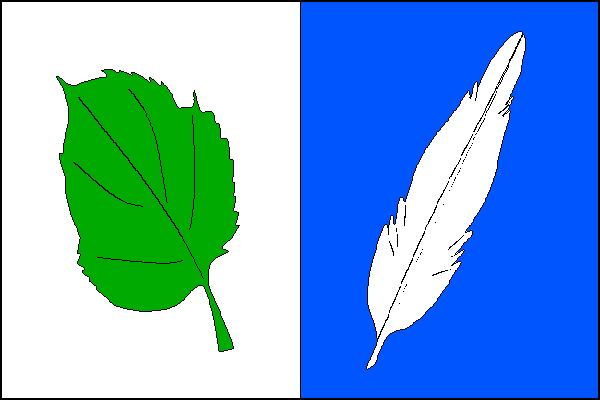
Praha-Libuš
Praha-Lipence
Praha-Lochkov
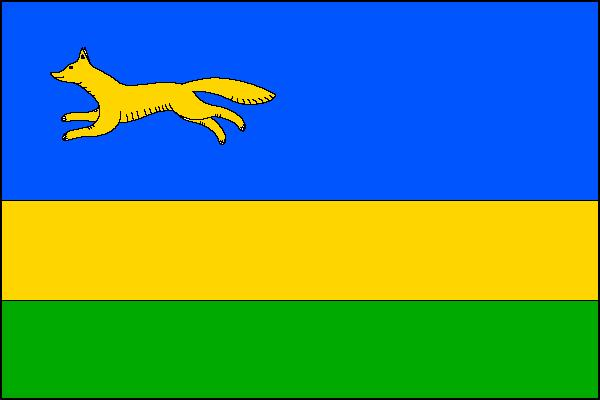
Praha-Lysolaje
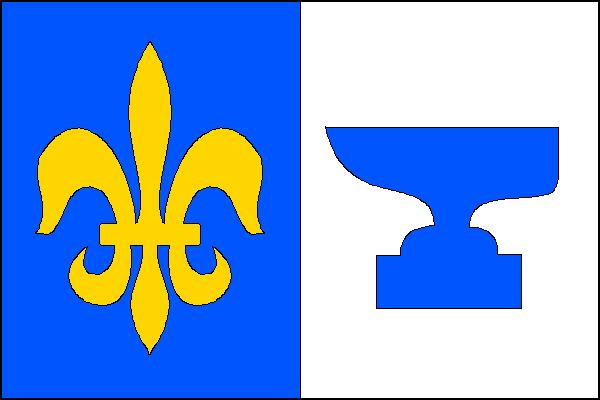
Praha-Nebušice
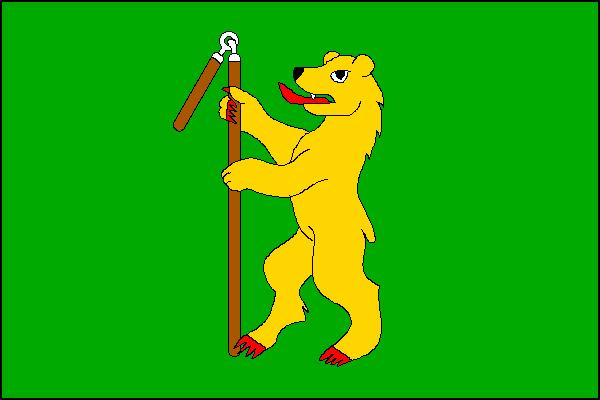
Praha-Nedvězí
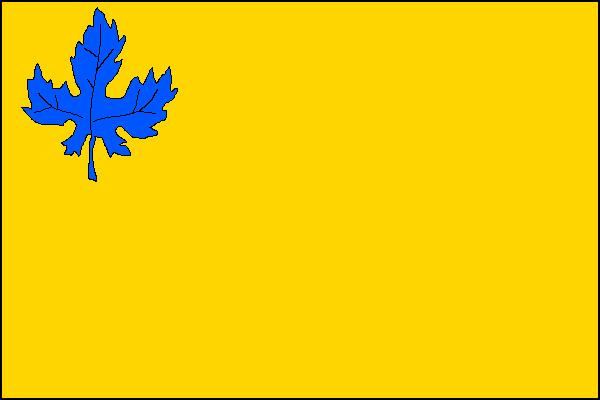
Praha-Petrovice
Praha-Přední Kopanina
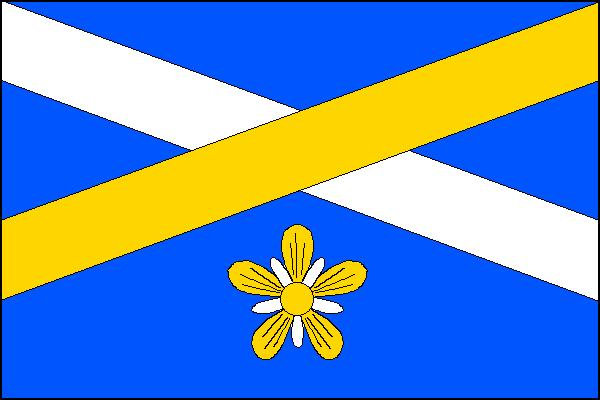
Praha-Řeporyje
Praha-Satalice
Praha-Slivenec
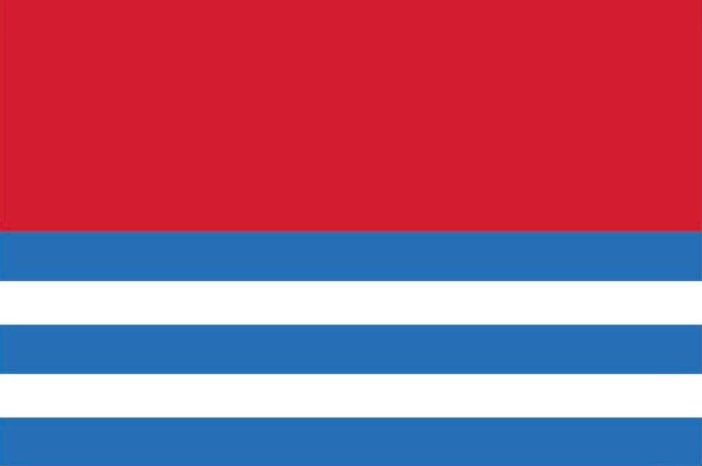
Praha-Suchdol
Praha-Šeberov
Praha-Štěrboholy
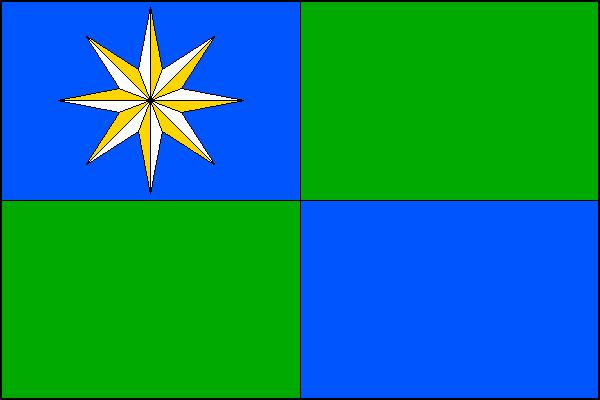
Praha-Troja
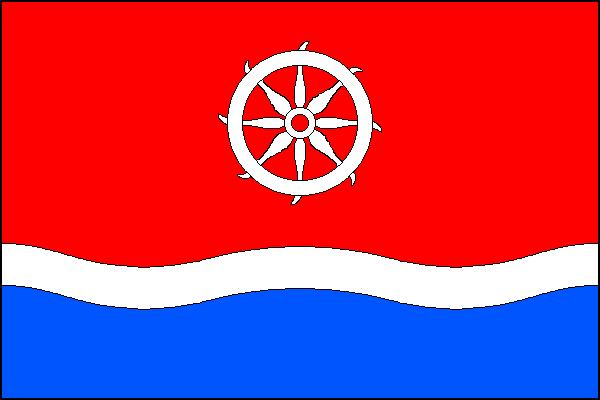
Praha-Újezd
Praha-Velká Chuchle
Praha-Vinoř
Praha-Zbraslav
Praha-Zličín